# Indigofera concinna
Indigofera concinna är en ärtväxtart som beskrevs av John Gilbert Baker. Indigofera concinna ingår i släktet indigosläktet, och familjen ärtväxter. Inga underarter finns listade i Catalogue of Life.